# Пелишат
Пелиша̀т е село в Северна България. То се намира в община Плевен, област Плевен.

## География
Селото се намира средната част на Дунавската равнина, на 16 km от Плевен и на 6 km от гр. Пордим.

## История
Село Пелишат се намира на 16 km от гр. Плевен. В местностите Пещерата и Мерково живеели първобитни хора. Намерени са находища от каменни оръдия на труда, каменен чук, стъргалка от кремък, бронзова брадва и др. предмети. През VI в. пр.н.е на Балканския полуостров се преселили траките. Около извора Сингур израснало тракийското селище Гиридава (Giridava). Селището било с площ около 100 дка и впоследствие прераснало в крепост, заради Калето на десния бряг на поточето/барата/. Калето има площ от 50 декара и в най-високата си част достига 281 m н.в. Над Калето имало наблюдателница, от която се виждало поречието на р. Осъм и Деветашкото плато.
През 15 г. римляните завладели тракийските племена между р. Дунав и Стара планина и създали римската провинция Мизия, разделена по-късно на Долна и Горна Мизия. Римляните променили името на селището на Пелезо. На територията му са намерени керамични съдове, домашни сечива и римски монети. Между Нейковата и Лачевата чешма са намерени зидария от камък, тухли, хоросан, водопроводни тръби и др. Там е имало римска баня с гореща минерална вода, използвана от римляните, която изчезнала при земетресение. На Лачевата чешма има остатъци от римски път, който идвал от Никополис ад Иструм (с. Никюп, В. Търново), към антична Сторгозия (Плевен) за Сердика.
Произходът на името на с. Пелишат не е уточнен. Допускат се няколко хипотези; първата: от Пелезо (високо място или име на римски военачалник); втората: от Pellis – кожа с косми; третата – от Pelas-римска богиня на стадата и пастирите (в селището имало много хубави овце); четвърта – от Палидов кладенец; петата – от Пелезо+chaud („топло“ – над селището имало минерална топла вода; шестата – от палестинците. В. Велков в том I от „История на България“ пише, че през 15-те години от н.е от Мала Азия се преселили вити, сирийци и палестинци в земите на днешна България. Авдиев в „История на Древния изток“ пише, че палестинците се наричали „пелишет“. В средата на XV в. с. Пелишат било регистрирано под името Мелушат, Пелушат, Пелошат. През XVI и XVII в. то било записано в турските регистри за войници под името Пелешат, а след Освобождението името придобило съвременното си наименование Пелишат.
През Руско-турската война 1877 – 1878 г. край селото са разположени значителни руски сили. На 19 август 1877 г. Осман паша напуска Плевен с голяма част от войските си и прави опит за пробив при селото. Проведена е битката при Пелишат – Згалево, завършила с отблъскването на турските войски обратно в Плевен. Във връзка с тази битка в селото има издигнати няколко паметника на загинали войници и офицери.

## Паметници
| паметник на                 | в памет на                                             | изображения | изображения | изображения |
| --------------------------- | ------------------------------------------------------ | ----------- | ----------- | ----------- |
| 62 Суздалски полк           | 99 нисши чина                                          |             |             |             |
| 63 Углицки полк             | 37 нисши чина                                          |             |             |             |
| 16 арт. бригада             | 2 артилеристи                                          |             |             |             |
| 4 Мариопулски хусарски полк | 4 хусари                                               |             |             |             |
| 62 Суздалски полк           | капитан Николский щабс-капитан Астафев поручик Величко |             |             |             |
| 63 Углицки полк             | поручик Лихарев                                        |             |             |             |
| 30 арт. бригада             | полковник Гудима                                       |             |             |             |

## Спорт
Началото на футболния отбор „Пелезо“ е поставено през далечната 1929 г. от група ентусиасти, като председател става Мичо П. Мичев. През годините отборът е носил и имената  Орел, Лъв, а от 1936 г. двете дружества Орел и Лъв се обединяват в Спартак. В тези тежки времена отборът се е снабдявал с екипи и топки от плевенския Левски. През местния футболен отбор са преминали редица играчи, подвизавали се в професионалния футбол и зоните Мизия и Янтра. Цели седем сезона в „Б“ професионална група има Лазар Петров Александров (Лаката), който е рекордьор по този показател. В историята на местния футболен тим има записан дори международен мач, през май 1944 г. срещу отбор на немски войници, дислоцирани в Пордим. Срещата се е играла по идея на местния студент Любен Мирчев (Симо), който знаел немски и установил контакт с командването на немските войски. Пелишатските футболисти са имали само фланелки, като всеки е ритал кой с каквото намери, а някои дори и боси. Противникът е бил екипиран от главата до петите като съвременен отбор. Немците пристигат с два камиона от Пордим, а топката е пусната на игрището от немски самолет, който след това каца до самия терен. Срещата завършва 3:0 за немците, които след мача са поканени на сватба. Само две седмици по-късно се играе втори мач, като българите вече подхождат далеч по-сериозно и побеждават също с 3:0, като автор на два от головете е единственият жив участник в тези мачове Тодор Проданов.
В края на 20. век заради финансов недоимък местният футболен отбор престава да съществува. През 2009 г., след 22-годишно прекъсване, по инициатива на Владимир Василев и с подкрепата на местното кметство и плевенски бизнесмени, се възстановява футболът в Пелишат. Местният отбор под името Пелезо се включва в първенството на източната „Б“ областна група, където е убедителен лидер след края на есенния полусезон.
През 2015 г. се чества 80 г. организиран футбол в село Пелишат с тържество в местното читалище. На него присъстват много местни спортни деятели, както и футболни ветерани, играли в отбора през изминалите години. Най-възрастните живи футболисти на Пелишат са 84-годишните Тодор Проданов и Кирил Ватев. В читалището е учредена фотоизложба, проследяваща развитието на най-популярната игра в Пелишат. От името на ОС на БФС – Плевен, Дейчо Любенов връчва на клуба възпоменателен плакет.

## Личности
- Тодор Пандов – министър на земеделието и хранителната промишленост през 1990 г.
- Любен Вешков – партизанин

## Други
Морският нос Пелишат на остров Гринуич в Антарктика е наименуван в чест на селището.